# Chalakudy (rivière)
Pour la ville, voir Chalakudy.
La  Chalakudy  (ചാലക്കുടിപ്പുഴ en malayalam et சாலக்குடி ஆறு en tamoul ) est une  importante rivière permanente du sud de l'Inde coulant vers l'ouest, long de 145 km et un affluent du Periyar.

## Géographie

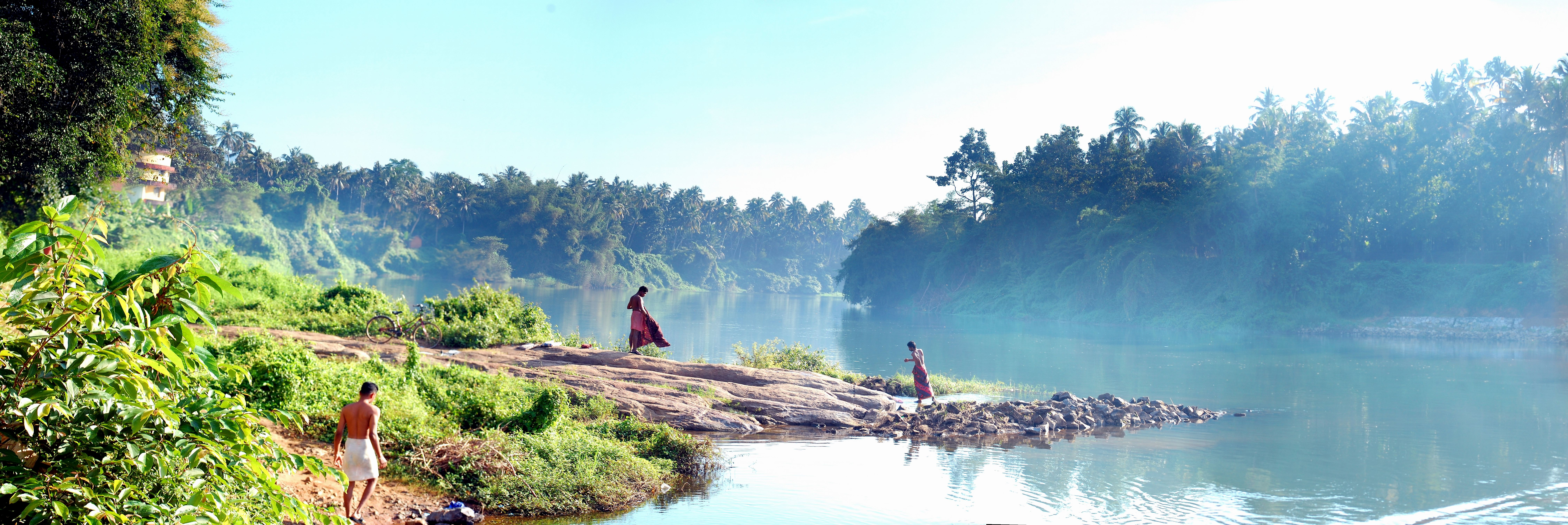
Koodalmanikyam Temple

La Chalakudy prend sa source dans les monts d'Anamalai, à la frontière de l'État du Tamil Nadu et du Kerala puis se jette dans la Periyar.
De par son embouchure proche de la mer et du statut particulier de la Periyar, le barrage de Mullaperiyar est géré par le Tamil Nadu malgré sa situation géographique au Kerala, la Chalakudy est considérée et gérée comme un cours d'eau particulier du Kerala.

## Importance
Cours d'eau permanent, il fournit de l'eau pendant toute l'année, de plus l’existence de la zone riparienne en fait une grande réserve de la biodiversité.

## Galerie

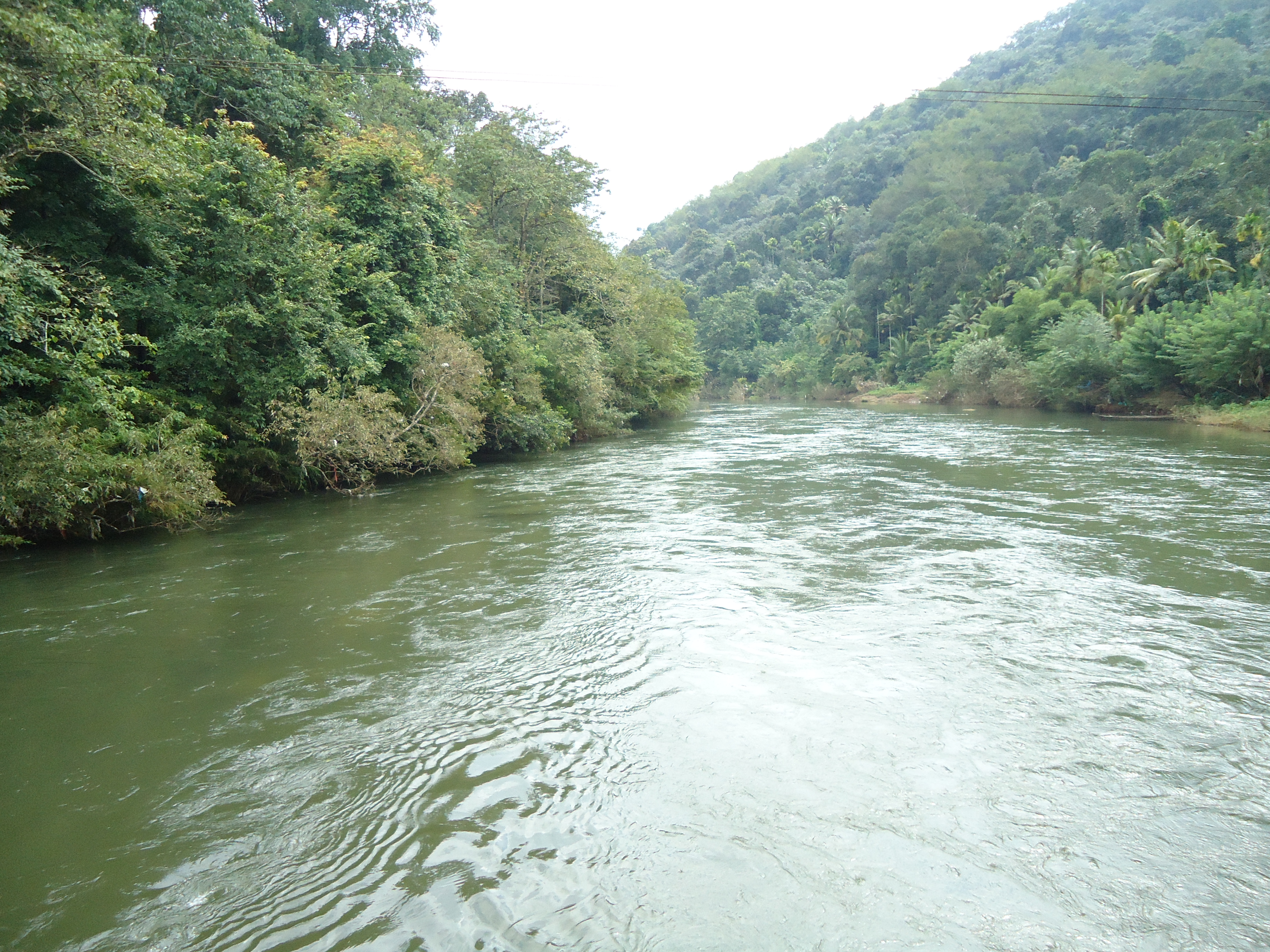
Forêt de la Zone riparienne.
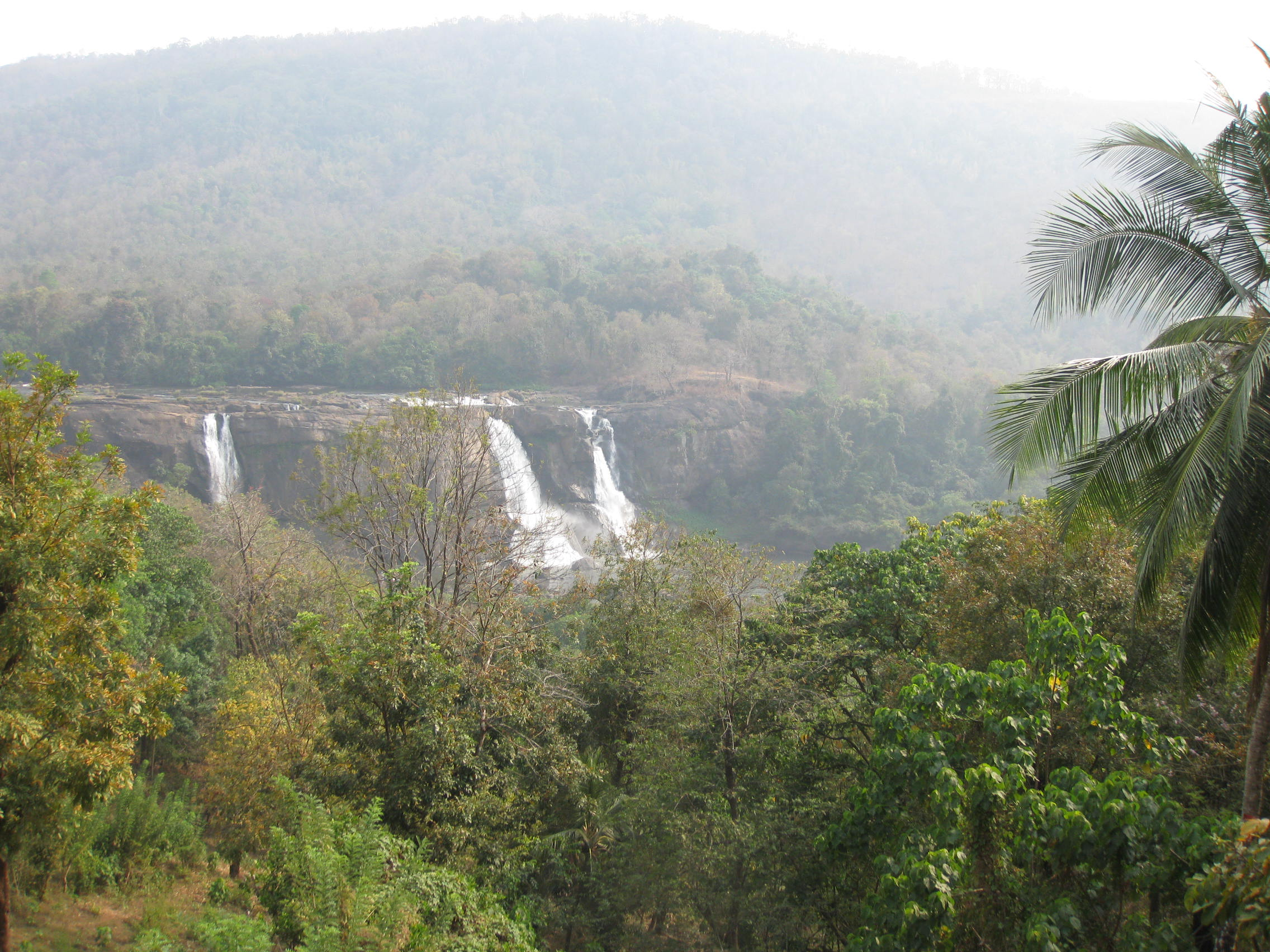
Nature autour des chutes d'Athirapilly.
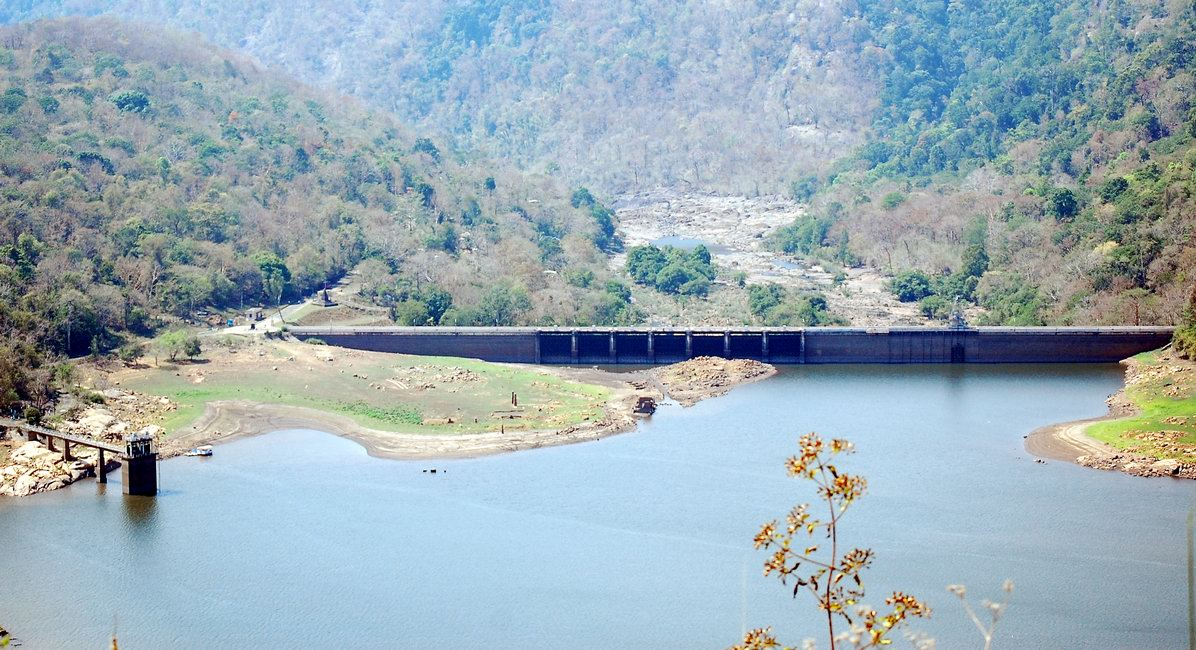
Barrage à Peringalkuthu.